# Dolce
Dolce (deutsch Dolzen) ist eine Gemeinde in Tschechien. Sie liegt sechs Kilometer südöstlich von Přeštice und gehört zum Okres Plzeň-jih. Die Katasterfläche beträgt 589 Hektar.

## Geographie
Der Ort befindet sich in 452 m ü. M. zwischen zwei bewaldeten Hügeln, der Hurka (489 m) im Norden und dem Jindřín (535 m) im Südwesten. Unmittelbar am Dorf, durch das die Staatsstraße 230 von Přeštice nach Nepomuk führt, liegt der Teich Obecní rybník.
Nachbarorte sind Kucíny im Nordwesten, Plevňov, Anežčín Dvůr und Štíhlov im Nordosten, Újezd im Süden sowie Vitouň und Radkovice im Westen.

## Geschichte
Údolec wurde 1379 als Besitz des Jan Manholt erstmals erwähnt. Später entwickelte sich der Ortsname zu Dolec. Noch älter war das seit 1239 bekannte Dorf Horka, das sich östlich davon befand und nach einer Pestepidemie niedergerissen wurde. Während der Hussitenkriege wurde Dolec verwüstet.
Der Ort gelangte an die Riesenberger und 1504 erbte den Besitz nach dem Tod von Půta Švihovský dessen Sohn Heinrich von Fels (Jindřich ze Skály), nach dem der Hügel Jindřín benannt wurde. 1554 wurden die Říčanský auf Měčín und 1572 die Chlumčanský Besitzer des Dorfes, das dann wieder an die Riesenberger zurückkam und 1600 an Joachim Loubský z Lub verkauft wurde. Zum Ende des 18. Jahrhunderts hatten sich die Namen Dolce und Dolzen eingebürgert.
Nach weiteren Besitzerwechseln kaufte 1794 Hugo Damian Erwein von Schönborn auf Unter Lukawitz den Ort. 1848 erfolgte die Ablösung der Grundherrschaften, und Dolzen wurde zu einer selbständigen Gemeinde. 1892 entstand die Brücke über den Obecní rybník als Verbindung nach Štíhlov. Am 18. Januar 1924 erfolgte in Prag der Vertragsschluss zwischen Karl Johann von Schönborn und der Gemeinde über die Ablösung der herrschaftlichen Felder und die Gebäude des Herrenhofes, auf Grund dessen Dolce 1933 sämtlichen Feldbesitz erwarb. Im Jahre 1930 erfolgte der Bau einer neuen Kapelle. 1938 verkauften die Schönborner das Schloss einschließlich Hof, Brauerei und Wald an Ferdinand Veverka. Nach dem Zweiten Weltkrieg wurde der letzte Grundbesitz der Familie von Schönborn in Dolce – 759 Hektar Wald – enteignet.

## Gemeindegliederung
Für Dolce sind keine Ortsteile ausgewiesen. Zum Ort gehören die Weiler und Einschichten Anežčin dvůr (Agneshof) und Štíhlov.
Namenspatronin für Anežčin dvůr war Agnes von Salm-Reifferscheidt, die Ehefrau von Wenzel Johann Henniger von Seeberg.

## Sehenswürdigkeiten
- Neogotische Kapelle des Hl. Antonius von Padua, 1930 erbaut

## Söhne und Töchter der Gemeinde
- Jiří Kučera, tschechoslowakischer Eishockeynationalspieler